# جيمس مينه
جيمس مينه (بالإسبانية: James Mina Camacho)‏ هو لاعب كرة قدم كولومبي في مركز حراسة المرمى، ولد في 17 يوليو 1954 في Padilla, Cauca ‏ في كولومبيا. شارك مع منتخب كولومبيا لكرة القدم. أما مع النوادي، فقد لعب مع إنديبنديينتي سانتا في.

## وصلات خارجية
- جيمس مينه على موقع ناشيونال فوتبول تيمز (الإنجليزية)